# Sofiko Čiaureli
Sofija Mihajlovna Čiaureli, znana pod profesionalnim imenom Sofiko Mihajlovna Čiaureli (gruzijski: სოფიკო მიხეილის ასული ჭიაურელი, ruski: Софико Михайловна Чиаурели) (Tbilisi, 21. svibnja 1937. – Tbilisi, 2. ožujka 2008.) sovjetska i gruzijska je filmska i kazališna glumica. Dva puta je bila narodna artistkinja, 1976. godine narodna artistkinja Gruzijske SSR, a 1979. godine Armenske SSR. Smatra se da je bila muzom Sergeja Paradžanova. Imala je važnu ulogu u gruzijskome kazalištu u 20. stoljeću te je asocirana s dva najvažnija gruzijska kazališta: Gruzijskoga kazališta „Šota Rustaveli” u kojem je djelovala od 1964. do 1968. godine i Tbiliskoga narodnoga kazališta „Kote Mardžnšvili” u kojem je djelovala u dva navrata, od 1960. do 1964. i od 1968. do 2008. godine.

## Životopis
Sofiko Čiaureli rođena je 21. svibnja 1937. u Tbilisiju, glavnome gradu Gruzijske SSR. Diplomirala je na moskovskome Svesaveznome državnome institutu kinematografije 1960. godine. Nakon završetka studija vratila se u Tbilisi. Od 1960. do 1964. godine bila je glumica u gruzijskome kazalištu „Šota Rustaveli”, od 1964. do 1968. godine u Tbiliskome narodnoga kazališta „Kote Mardžanšvili”, a od 1968. do svoje smrti 2008. godine ponovno u gruzijskome kazalištu „Šota Rustaveli”.
Živjela je u Tbilisiju u kući svojih roditelja (danas Ulica Verike Andžaparizde 16, kuća-muzej Verike Andžaparide i Sofiko Čiaureli). Od 2003. godine bila je umjetnička voditeljica kazališta „Veriko”.
Bila je delegatkinja 9. saziva Vrhovnoga sovjeta SSSR-a od 1974. do 1979. godine kao predstavnica južnoosetijske autonomne oblasti.
Godine 1975. bila je sutkinja na 9. Moskovskome međunarodnome filmskome festivalu.
Umrla je u rodnome Tbilisiju 2. ožujka 2008. godine u 70. godini života od duge i teške bolesti. Pokopana je u Didubenskome panteonu u Tbilisiju pored muža Koteja Mardžanova.

## Obitelj
- Otac: Mihail Čiaureli
- Majka: Veriko Andžaparizde
- Braća: Otar i Ramaz Čiaureli
- Muževi: Georgij Šengelaja (s njim je imala dva sina: Nikolaj i Aleksandar Šengelaja), Kote Mardžanov
- Sinovi: Nikolaj i Georgij Šengelaja
- Unuci: Natalja i Georgij
- Georgij Danelija joj je rođak s majčine strane (Veriko Andžaparizde je sestra njegove majke)

## Izabrana filmografija
- Hevrsurska balada (Хевсурская баллада, 1966.) ... Mzeqala
- Boja šipka (Цвет граната, 1968.) ... mladi pjesnik / pjesnikova ljubav / pjesnikova muza / pantomimičarka / anđeo / luda monahinja
- Ne žaluj (Не горюй!, 1969.) ... Sofiko
- Drvo želja (Древо желания, 1976.) ... Pupala
- Alibaba Aur 40 Chor (Приключения Али-Бабы и сорока разбойников, 1979.) ... Zamira, majka Ali Babe
- Potraži ženu (Ищите женщину, 1983.) ... Alisa Postic
- Legenda o Suramskoj tvrđavi (Легенда о Сурамской крепости, 1985.) ... Stara Vardo
- Milion u bračnoj košari as (Миллион в брачной корзине, 1985.) ... Valeria
- Ashug-Karibi (Ашик-Кериб, 1988.) ... Mama

## Nagrade
- Narodna artistkinja Gruzijske SSR, (1976.)
- Narodna artistkinja Armenske SSR, (1979.)
- Najbolja glumica Svesaveznoga filmskoga festivala (1966., 1972., 1974.)
- Najbolja glumica Filmskoga festivala u Locarnu, (1965.)
- Državna nagrada SSSR-a (1980.)

## Vanjske poveznice
- Sofiko Čiaureli na IMDB-u
- Sofiko Čiaureli na Find a Grave-u
- Sofiko Čiaureli  Arhivirana inačica izvorne stranice od 7. ožujka 2021. (Wayback Machine) u Velikoj ruskoj enciklopediji